# See Emily Play
See Emily Play är en låt av det brittiska rockbandet Pink Floyd som lanserades som vinylsingel 1967. Den är skriven av Pink Floyds dåvarande frontman Syd Barrett. Låten är typisk för sin tid i och med att den innehåller ett stort antal psykedeliska ljudeffekter. På singelomslaget hade man en bild på ett ånglok ritad av Barrett. På det senare Pink Floyd-albumet Wish You Were Here spelas en snutt av låten på minimoog i stycket "Shine On You Crazy Diamond" som var en hyllning till Barrett. "See Emily Play" fanns inte med i de europeiska versionerna av debutalbumet The Piper at the Gates of Dawn, men återfinns på de amerikanska versionerna. Den har senare tagits med på flera samlingsalbum med Pink Floyd. Singelns b-sida "Scarecrow" fanns dock på både europeiska och amerikanska versionen av debutskivan. 1973 spelade David Bowie in en version av "See Emily Play" på sitt coveralbum Pin Ups.
Låten finns med på Rock and Roll Hall of Fames lista "500 låtar som skapade rock'n'roll".

## Listplaceringar
| Lista (1967)   | Position       |
| -------------- | -------------- |
| Irland         | 10             |
| Storbritannien | 6              |
| Sverige        | 7 (Tio i topp) |
| Västtyskland   | 25             |